# Вичка (посёлок)
Ви́чка (карел. Vička) — посёлок в составе Медвежьегорского городского поселения Медвежьегорского района Республики Карелия Российской Федерации.

## Общие сведения
Располагается вблизи города Медвежьегорск.

## Население
| 2002 | 2009 | 2010 | 2013 |
| ---- | ---- | ---- | ---- |
| 259  | ↘240 | ↘199 | ↘184 |